# Novo Selo Garešničko
Novo Selo Garešničko is een plaats in de gemeente Berek in de Kroatische provincie Bjelovar-Bilogora. De plaats telt 59 inwoners (2001).